# Sphyraena afra
Espèce
Sphyraena afra est une espèce de poissons marins et d'eau saumâtre de la famille des Sphyraenidae (poissons communément appelés bécunes ou barracudas).

## Répartition
Sphyraena afra se rencontre sur les côtes de l'Afrique de l'Ouest, depuis le Sénégal jusqu'à la Namibie. Ce poisson a également été mentionné en Mauritanie. C'est un poisson semi-pélagique qui vit près des côtes entre 0 et 75 mètres de profondeur.

## Description
Sphyraena afra peut mesurer jusqu'à 205 cm de longueur totale et son poids maximal enregistré est de 50 kg.
Cette espèce se nourrit de poissons et de crevettes pendant sa phase de croissance dans les estuaires et mangroves. À l'âge adulte, elle chasse des poissons et animaux marins de toutes sortes, du poisson volant au coryphènes en passant par les jeunes tortues.[réf. nécessaire]

## Systématique
Le nom valide complet (avec auteur) de ce taxon est Sphyraena afra Peters, 1844,.
Sphyraena afra a pour synonymes invalides :
- Sphyraena hupferi Fischer, 1885
- Sphyraena piscatorum Cadenat, 1964

### Étymologie
Son épithète spécifique, afra, fait référence à l'Afrique, cette espèce ayant été découverte à Luanda, capitale de l'Angola.

### Publication originale
- (de) W. Peters, « Über einige neue Fische und Amphibien aus Angola und Mozambique », Bericht über die zur Bekanntmachung geeigneten Verhandlungen der Königlich Preussischen Akademie der Wissenschaften zu Berlin, Allemagne, vol. 1844,‎ 1844, p. 32-37.